# Johann Andreas Quenstedt

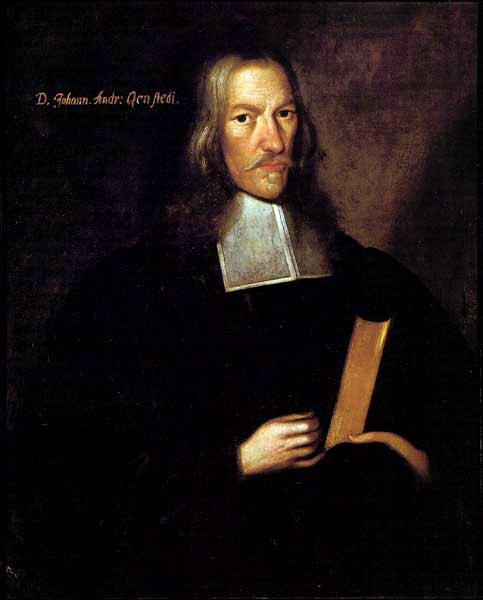
Johann Andreas Quenstedt

Johann Andreas Quenstedt (* 13. August 1617 in Quedlinburg; † 22. Mai 1688 in Wittenberg) war nach Martin Chemnitz und Johann Gerhard einer der wichtigen Vertreter der lutherischen Orthodoxie, genauer einer der letzten Vertreter der Hochorthodoxie (1600–1680).

## Leben
Johann Andreas Quenstedt war der Sohn von Ludolf Quenstedt und seiner Frau Dorothea. Sein Vater war ein Quedlinburger Patrizier und Kanoniker an der St. Mariakirche in Halberstadt, seine Mutter die Tochter des Ratskämmerers in Quedlinburg Bartholomäus Gerhard und dessen Frau Margaretha Berndes. Johann Andreas wurden nach den beiden Brüder der Mutter Johann Gerhard und Andreas Gerhard benannt.
Bis zu seinem 13. Lebensjahr bekam er ausschließlich Unterricht von Privatlehrern. Dann nahm ihn der Kanzler des Stifts Quedlinburg Friedrich Lentz zu sich und er wurde gemeinsam mit dessen Sohn Johann Friedrich Lentz zwei Jahre lang ebenfalls durch Privatlehrer unterwiesen. Ab 1633 besuchte er die öffentliche Schule. So vorgebildet bezog er am 27. September 1637 die Universität Helmstedt, wo er bei dem Professor der Theologie Konrad Hornejus Aufnahme in sein Haus fand. Zunächst absolvierte er ein philosophisches Studium. Dazu besuchte er unter anderem Vorlesungen bei Andreas Kinderling in Logik, bei Johann von Felden in Mathematik, bei Christoph Schrader in Beredsamkeit und Heinrich Julius Scheurl in Moral. Da Quenstedt vorhatte, nach dem Abschluss seiner philosophischen Studien den theologischen Weg einzuschlagen, zog es ihn auch zu den Vorlesungen von Horn und Georg Calixt, wo er wissbegierig umfangreiche Aufzeichnungen anlegte.
Am 3. Januar 1643 erwarb er den akademischen Grad eines Magisters, hielt dann erste private Vorlesungen über Geographie. Noch im selben Jahr reiste er zu seinen Eltern zurück und predigte mehrfach in Quedlinburg und Halberstadt. Da er jedoch seine Studien fortsetzen wollte, begab er sich am 27. Juli 1644 nach Wittenberg, wo er in Egeln kurz durch den dort durchgeführten Beschuss aufgehalten wurde. Dennoch gelangte er am 18. August in Wittenberg an, wo er bei Wilhelm Leyser I. im Haus aufgenommen wurde, der ein großer Verehrer seines Onkels war und ihm alle Möglichkeiten eröffnete, sein Studium zu einem positiven Abschluss zu bringen. Dazu schrieb er sich am 22. August 1644 in die Matrikel ein, hielt, nachdem er sich am 28. Oktober 1646 die Lehrerlaubnis als Magister legens erworben hatte, Disputationen und Vorlesungen ab, woraufhin die philosophische Fakultät erwog, ihn am 14. Juli 1648 als Adjunkt an die philosophische Fakultät aufzunehmen.
Noch im selben Jahr wurde er Professor für Logik und Metaphysik an der philosophischen Fakultät, besuchte nebenher die theologischen Vorlesungen von Jakob Martini, von Paul Röber, von Leyser und von Johann Hülsemann. Am 19. April 1648 hielt er eine theologische Disputation, wobei zu jener Zeit die theologischen Streitigkeiten mit den Theologen in Helmstedt um Calixt ausbrachen. 1648 wurde er, neben seiner philosophischen Professur, außerordentlicher Professor der theologischen Fakultät. Als Kenner der Helmstedter Verhältnisse wurde er von der theologischen Fakultät beauftragt, eine Aufstellung der Differenzen zwischen den Streitparteien zu machen. Diese Niederschrift wurde an das Oberkonsistorium in Dresden zu Jacob Weller geschickt. Daraufhin begann er selbst Disputationskollegs über Glaubensgegner zu halten, welche er mit der 50. Disputation beendete.
1649 hatte er mehrere Angebote vorliegen, da jedoch Lyser und Johann Scharf verstarben, rückte er an die vierte Professur in der theologischen Fakultät, wodurch die Professur für Logik und Metaphysik und die außerordentliche theologische Professur frei wurden. Dazu musste er jedoch die dafür notwendigen akademischen Grade erwerben. Daher meldete er sich am 13. August 1649 als Kandidat der Theologie, erwarb am 21. Februar 1650 das Lizentiat der Theologie und promovierte am 12. November 1650 zum Doktor der Theologie. Am 23. Juli 1660 wurde er in die vierte Professur an der Theologischen Fakultät aufgenommen, Ostern 1662 rückte er an die Stelle von Andreas Kunad in die dritte Professur und nach dem Tode von Meisner wurde er 1684 als zweiter Professor Assessor am Wittenberger Konsistorium und zugleich Propst an der Wittenberger Schlosskirche.
Schließlich rückte er 1687 in das Ordinat der theologischen Fakultät. Quenstedt beteiligte sich auch aktiv an den Verwaltungsaufgaben, die von den Professoren aller Fakultäten erfüllt werden mussten. So hatte er 1652 das Dekanat der philosophischen Fakultät verwaltet, war mehrfach Dekan der theologischen Fakultät und hatte viermal das Rektorat der Wittenberger Hochschule verwaltet.
Von Jugend auf war er von schwacher Konstitution, die sich im Alter verschlechterte, so dass ihn allmählich die Lebenskräfte verließen und er im Alter von 71 Jahren am 22. Mai um 19:45 Uhr starb. Er wurde in der Wittenberger Schlosskirche beigesetzt und ihm zu Ehren ein Epitaph gewidmet.

## Wirken
Hauptwerk von Quenstedts langer theologischen Arbeit ist die Theologia didactico-polemica sive Systema theologicum (Die didaktische und polemische Theologie oder System der Theologie) von 1685. Das Werk erlebte fünf Auflagen (1685, 1691, 1696, 1701, 1715). Als Ziel einer weiteren Theologischen Summe, neben den bereits zahlreichen erschienenen Werken der lutherischen Theologie des 17. Jahrhunderts, benennt Quenstedt in der Vorrede die übersichtliche Zusammenstellung der verschiedenen Positionen und ihrer Verteidigung gegen die Kritik zum Beispiel der katholischen und reformierten Theologie. Diese Äußerungen und die umfassenden Literaturnachweise haben Quenstedt den Ruf des Archivars der lutherischen Orthodoxie eingebracht.
Im Aufbau des theologischen Systems bedient sich Quenstedt der analytischen Methode, die im Anschluss an den Aristoteliker Giacomo Zabarella als die Methode einer auf Praxis ausgerichteten Wissenschaft gilt. Die Praxis, auf die sich die Theologie bezieht, ist die Vermittlung und Aneignung des christlichen Glaubens durch die Verkündigung des Evangeliums. Gemäß dieser Methode werden im ersten Teil (Pars Prima) der Zweck (lat. finis), im zweiten Teil (Pars Secunda) der Gegenstand (lat. subiectum), im dritten Teil (Pars Tertia) die Grundlagen (lat. principium) und im vierten Teil (Pars Quarta) die Mittel (lat. media) der Heilsaneignung im Glauben behandelt. Die einzelnen Abschnitte des Werkes sind je in einen didaktischen und einen polemischen Teil unterteilt. Im didaktischen Teil werden die wesentlichen Glaubenssätze thetisch dargestellt, im polemischen werden sie an verschiedenen Fragen (questiones) orientiert, gegen die Antithesen der Gegner behauptet und aus den biblischen Schriften begründet. Der didaktische Teil des Werkes lehnt sich dabei stark an die Theologia Positiva Acroamatica Johann Friedrich Königs an. In seiner Polemik gegen die anderen Positionen ist Quenstedt, von gelegentlichen Ausnahmen abgesehen, anders als zum Beispiel Abraham Calov im Ton mäßig und sachlich. Neben dem archivarischen Charakter ist dieser dogmatische Gesamtentwurf vor allem dadurch bestimmt, dass er sich gründlich mit der Auslegung der biblischen Texte befasst.
Ein besonderes Interesse Quenstedts galt der Erforschung von religiösen Riten in ihrer Geschichte. Er verfasste eine umfangreiche Arbeit zu den Begräbnisriten der Antike unter dem Titel Sepultura veterum, sive tractatus de antiqvis ritibus sepulchralibus Graecorum, Romanorum, Judaeorum & Christianorum (Die Begräbnisse der Alten, oder Traktat über die antiken Begräbnisriten der Griechen, Römer, Juden und Christen, 1660).
Des Weiteren veröffentlichte Quenstedt eine Ethica pastorum et instructio cathedralis (1678), sowie eine sich an bedeutenden Personen orientierende Geschichte der Theologie seit Anbeginn der Welt: Dialogus de Patriis illustrium doctrina et scriptis virorum ... Als erster Theologe gilt in dieser Abhandlung Adam. Behandelt werden alle bedeutenden Theologen, geordnet nach Zeit und Region des Auftretens bis zum 16. Jahrhundert.
Als Professor der theologischen Fakultät in Wittenberg hatte Quenstedt außerdem zahlreiche Disputationen aus den unterschiedlichsten Themenbereichen der Theologie zu verantworten.

## Werke
- Theologia didactico-polemica sive systema theologicum in duas sectiones didacticam et polemicam divisum. Wittenberg 1685; Frisch, Leipzig 1715, in Deutsch siehe E. Hirsch: Hilfsbuch zum Studium der Dogmatik. Berlin 1964, 4. Auflage, S. 339
- Ethica pastorum et instructio cathedralis. 1678
- Dialogus de Patriis illustrium doctrina et scriptis virorum ... Wittenberg 1654; Wittenberg 1691
- Antiquitates biblicae & ecclesiasticae.
- Liber de Sepultura veterum sive tractatus de antiquis ritibus sepulchralibus graecorum, romanorum, judaeorum et christianorum. Wittenberg 1648; Wittenberg 1660
- Exertationes theologicae.

## Familie
Quenstedt war dreimal verheiratet: Die erste Ehe ging er am 21. Januar 1651 in der Wittenberger Stadtkirche mit Dorothea (* 27. April 1633 in Wittenberg; † 19. November 1651 in Wittenberg) ein, der Tochter des anhaltischen, gräflichen, barby’ischen Rates Tobias Maevius und seiner Frau Anna Friese († 1649), der Tochter des Braunschweiger und späteren magdeburgischen Stiftsamtmannes Balthasar Friese. Sie starb aber bereits nach neun Monaten bei einer männlichen Totgeburt.
Die zweite Ehe ging er am 18. September 1653 in Leipzig mit Elisabeth Regina (12. Oktober 1622 in Leipzig; † 10. Mai 1655 in Wittenberg) ein, der Tochter des Advokaten in Leipzig und Stadtschreibers in Weißenfels Martin Hahn und seiner Frau Elisabeth, der Tochter des Leipziger Handelsmannes Valentin Schilling. Sie war die Witwe des Aktuars am kurfürstlichen Oberhofgericht in Leipzig Johann Trübe († 7. November 1650 in Leipzig), den sie am 26. Juli 1641 geheiratet hatte und in zehn Jahren Ehe drei Töchter und einen Sohn gezeugt hatte (Regina Magaretha Trübe und Johannes Siegesmund Trübe überlebten die Mutter). Sie starb nach einer weiblichen Totgeburt im Kindbett.
Die dritte Ehe ging er am 12. August 1656 mit Anna Sabina (~ 28. Juli 1637 in Wittenberg; † 1700), der einzigen Tochter des Johann Scharf ein. Aus dieser Ehe stammen die Kinder:
1. Dorothea Sabina Quenstedt (~ 11. September 1657 in Wittenberg; † 1. September 1661 ebenda)
2. Christian Friedrich Quenstedt (~ 20. November 1659 in Wittenberg; † 7. Februar 1682 ebenda) Gym. Grimma 16. Juni 1677–1678, UWB immat. 23. November 1668 als Direktor Sohn Gratis, † als Student
3. Johann Ludolph Quenstedt
4. Johanna Dorothea Quenstedt (* 26. September 1661 in Wittenberg) ⚭ 1. Ehe 2. September 1684 mit Abraham Calov; ⚭ 2. Ehe 29. Dezember 1689 mit Engelbert von der Burg, Hofrat in Zeitz
5. Elenora (~ 8. September 1667 in Wittenberg) ⚭ Januar 1690 mit Johann Christ. Hilliger, Dr. med in Dresden
6. Sophia Sabine (~ 8. September 1667 in Wittenberg; □ 30. Dezember 1667 in Wittenberg)
7. Clara Catharina (~ 19. Oktober 1668 in Wittenberg; □ 23. April 1673 in Wittenberg)
8. Gottfried Leopold (~ 30. Januar 1671 in Wittenberg; □ 21. Mai 1675 in Wittenberg)
9. Regina Christine (~  22. Mai 1673 in Wittenberg; □ 24. März 1676 in Wittenberg)
10. Gottlob Samuel (* 4. April 1676 in Wittenberg; □ 25. Mai 1676 in Wittenberg)
11. Abraham (* 23. Juni 1678, ~ 25. Juni 1678 in Wittenberg; † 8. September 1684, □ 11. September 1684)
12. Beata Elisabeth (~ 30. Dezember 1665 in Wittenberg) ⚭ 24. August 1685 mit Georg Michael Heber Prof. jur. und Bürgermeister Wittenberg